# NMBS Type 7
De locomotief Type 7 was een stoomlocomotief van de Belgische spoorwegmaatschappij NMBS in dienst tussen 1921 en de jaren 60.